# GT6-80C
Die GT6-80C waren Stadtbahntriebwagen, die bei der Waggon Union sowie bei DUEWAG für die Verkehrsbetriebe Karlsruhe und die Albtal-Verkehrs-Gesellschaft hergestellt wurden. Die Lieferung der ersten 20 Fahrzeuge erfolgte 1983 und 1984 durch die Waggon Union, 20 weitere Fahrzeuge folgten 1987 von DUEWAG und weitere fünf Exemplare 1989 ebenfalls von DUEWAG. Die elektrische Ausrüstung wurde von BBC bzw. ABB zugeliefert.

## Aufbau
Das Konstruktionsprinzip des GT6-80C wurde von den von DUEWAG gebauten hochflurigen Stadtbahnwagen Typ B, die ab 1973 für zahlreiche Betriebe in Nordrhein-Westfalen gebaut wurden, abgeleitet. Der zweiteilige Gelenkwagen lief auf zwei Triebdrehgestellen, während sich die beiden Wagenteile in der Mitte auf einem Jakobsdrehgestell abstützten.
Im Gegensatz zu den Stadtbahnwagen Typ B waren die GT6-80C als Einrichtungswagen ausgelegt und besitzen nur auf einer Seite Türen. So war auch nur ein voll eingerichteter Führerstand vorhanden, während im Heck nur ein Hilfsführerstand zur Verfügung stand. Die Front- und Heckpartien waren asymmetrisch gehalten, so dass sich die erste und letzte Tür auf der rechten Fahrzeugseite in einer Linie mit den anderen beiden Türen befanden, während die linke Fahrzeugseite eingezogen war, um den seitlichen Ausschlag des Fahrzeugs bei der Fahrt in engen Bögen zu verringern und damit Begegnungsverboten zu vermeiden.
Die beiden Triebdrehgestelle der Wagen 501–519 waren mit je einem 235 kW leistenden Gleichstrommotor in Tandemanordnung ausgerüstet, der über eine Gleichstromsteller-Steuerung geregelt wurde. Da sich die Leistung als zu gering erwies, wurden in den Wagen 520 stärkere Motoren mit 280 kW eingebaut und die folgenden Fahrzeuge ab Werk ebenfalls mit 280-kW-Motoren ausgestattet. Die Stromzufuhr erfolgte über einen auf dem ersten Wagenteil aufgebauten Einholmstromabnehmer. Die elektrische Ausrüstung war für eine Fahrdrahtspannung von 750 Volt Gleichstrom ausgelegt. Die Fahrzeuge waren mit automatischen Scharfenbergkupplungen und einer Mehrfachtraktionssteuerung ausgestattet. Sie waren den Triebwagen der Bauarten GT8-80C, GT8-100C/2S und GT8-100D/2S-M kuppel- und vielfachsteuerbar, so dass auch gemischte Mehrfachtraktionen möglich waren.
Der Wagenkasten der Fahrzeuge war 2,65 Meter breit und damit 25 Zentimeter breiter als die bis dahin von der Albtal-Verkehrs-Gesellschaft in Karlsruhe eingesetzten Fahrzeuge und 28 Zentimeter breiter als die der Verkehrsbetriebe Karlsruhe. Dies erforderte einige Umbaumaßnahmen zur Vergrößerung des Gleisabstandes auf den Strecken im Karlsruher Straßenbahnnetz, die von den Wagentypen befahren wurden.
Die Stadtbahnwagen waren sowohl nach der Straßenbahn-Bau- und Betriebsordnung als auch nach der Eisenbahn-Bau- und Betriebsordnung (EBO) zugelassen. Deswegen besaßen sie eine Sicherheitsfahrschaltung, eine Warnpfeife und breite Kompromissradreifen für Straßenbahn- und Eisenbahngleise.
Bei Anlieferung waren die Fahrzeuge ursprünglich mit gelbem Wagenkasten, anthrazitfarbenem Fensterband, anthrazitfarbener Schürze mit roter Zierlinie und einer roten Zierlinie über dem Fensterband lackiert. Ab der zweiten Lieferserie (ab Wagen 521) wurde die Schürze in rot ausgeführt und die Bestandsfahrzeuge umlackiert.

## Geschichte

### Lieferung
Die erste Lieferserie von 1983/1984 wurde von der Waggon Union gebaut und von Brown, Boveri & Cie mit elektrischer Ausstattung ausgerüstet. Die Fertigung der zweiten und dritten Lieferserie übernahm die DUEWAG, die elektrische Ausstattung stammte nun von Asea Brown Boveri.
| Lieferserie | Wagen   | Baujahr   | Anzahl | Umbau zu GT8-80C               |
| ----------- | ------- | --------- | ------ | ------------------------------ |
| 1           | 501–520 | 1983/1984 | 20     |                                |
| 2           | 521–540 | 1987      | 20     | 1993 (531–540), 1997 (521–530) |
| 3           | 586–590 | 1989      | 5      | 1990                           |

### Umbauten

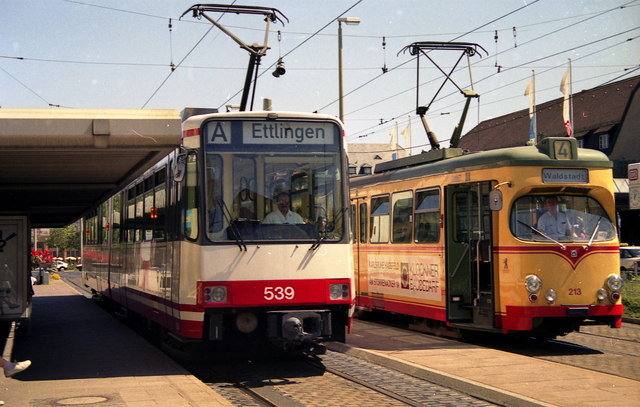
Stadtbahnwagen 539 in weißer Sonderlackierung im Jahr 1991

501: Der Stadtbahnwagen 501 wurde 1986 zu einem Zweisystemwagen für 750 V Gleich- und 15 kV Wechselspannung mit einer Frequenz von 16 2⁄3Hz umgebaut und mehrere Monate lang erprobt. Als Ergebnis dieser Versuche wurde der Fahrzeugtyp GT8-100C/2S entwickelt. Der Wagen 501 wurde anschließend wieder rückgebaut.
501–520: Einbau von Fahrscheinautomaten, dadurch ein Sitzplatz weniger
501–520: Schaffung von Mehrzweckbereich durch Entfernen einiger Sitze; dadurch verringerte sich die Sitzplatzanzahl von ursprünglich 100 auf 93
501–520: Einbau von Überwachungskameras
506, 515: nach Brandschaden vom 24. Dezember 2007 wiederhergestellt; Einbau LED-Matrixanzeigen an Front, Heck und den Seiten (2008)
521–530: 1997 Umbau zu GT8-80C durch Einfügen eines weiteren Fahrzeugteils
531–540: 1993 Umbau zu GT8-80C
539, 540: weiße Sonderlackierung (Werbung für die Landesgartenschau in Ettlingen 1988)
586–590: 1990 Umbau zu GT8-80C

### Einsatz

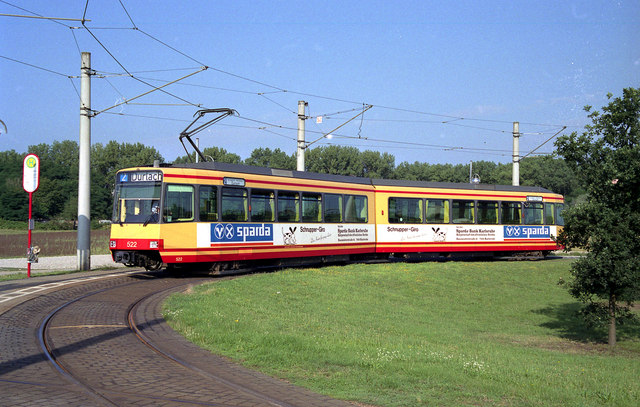
1991: Wagen 522 im Einsatz auf der Straßenbahnlinie 2

Die Fahrzeuge wurden zunächst von der AVG eingesetzt und bedienten von 1983 an die Albtalbahn, die Bahnstrecke Busenbach–Ittersbach und die Hardtbahn (Stadtbahnlinie A, seit 1994 Linien S1 und S11). Bei den VBK kamen sie ab 1987 auf der Straßenbahnlinie 2 von Rheinstetten nach Durlach zum Einsatz. Mit der Liniennetzreform 1997 wechselten die Fahrzeuge von der Straßenbahnlinie 2 zur Stadtbahnlinie S2. Der Einsatz erfolgte sowohl einzeln als auch in Doppeltraktion und mit Wagen des Typs GT8-80C. Im Jahr 2013 kamen die Wagen vereinzelt auch auf der Straßenbahnlinie 5 zum Einsatz. Zudem fuhren diese auf einer Zusatzfahrt der Linie 3 in der Frühspitze, der betreffende Wagen wurde zuvor am Albtalbahnhof von einem Zug der Linie S1 abgetrennt. Durch wiederkehrende Probleme mit den neuen NET2012 verkehrten die GT6-80C im Jahr 2016 teilweise auch auf der Linie 5. Dies war der erste planmäßige Einsatz auf dem Abschnitt nach Rintheim, der bis zum Umbau auf größeren Gleismittenabstand von den Fahrzeugen nicht befahren werden konnte. Am 5. Juni 2017 kam es zum letztmaligen Einsatz dieses Fahrzeugtyps auf der Stadtbahnlinie S2. Ab März 2018 verkehrten die Wagen fast nur noch in der Hauptverkehrszeit auf der S1/S11, größtenteils als geführte Triebwagen hinter den GT8-80C, dennoch kam es bis zuletzt zu vereinzelten Einsätzen als Solofahrzeug.

### Ausmusterung
Im Frühjahr 2018 wurde durch zunehmenden NET2012-Bestand mit EBO-Zulassung eine erste Umstellungswelle auf den Stadtbahnlinien S1 und S11 getätigt. Diese setzte Fahrzeuge des Typs GT6-80C und GT8-80C frei, die dann im Betriebshof West der Verkehrsbetriebe verschrottet wurden. Die letzten GT6-80C schieden im Laufe des Jahres 2019 aus dem Bestand, lediglich Wagen 502 blieb erhalten und ist als historischer Triebwagen vorgesehen. Wagen 517 sollte ursprünglich ein mobiles Café werden, was aber aus Kostengründen nicht realisiert wurde. Wagen 519 wurde an die Landesfeuerwehrschule Baden-Württemberg nach Bruchsal abgegeben und dient dort als Übungsfahrzeug.